# 알라니아스포르
알라니아스포르 쿨뤼뷔(튀르키예어: Alanyaspor Kulübü)는 안탈리아주 알라니아에 위치한 튀르키예의 프로 축구 클럽이다. 1948년에 창단된 이 클럽의 색상은 주황색과 초록색이며 홈 경기는 알라니아 오바 스타디움에서 열린다.

## 역사
알라니아스포르는 1948년 클럽의 이름은 처음에 알라니아 칼레스포르(튀르키예어: Alanya Kalespor)였으며, 나중에 칼레 겐츨리크스포르(튀르키예어: Kale Gençlikspor)로 변경 되었다. 초기 유니폼 색상은 파란색과 흰색이었고 1966년까지 클럽은 준회원 지위를 유지 했으며 1965-66년 시즌 동안 회원 지위를 얻었다. 같은 시즌에 안탈리아 아마추어 리그에 처음으로 빨간색과 흰색으로 참가했다.
1982년 5월 휘세인 아르칸이 이끄는 새로운 경영진 하에 법령이 변경된 후 팀은 현재의 주황색과 초록색을 채택하고 알라니아스포르로 이름을 변경했다. 1984-85년 시즌에 튀르키예의 3부 리그가 설립 되면서 알라니아스포르는 3부 리그에 합류하게 되었고 이는 알라니아 출신의 첫 번째 프로 리그 축구팀이 되었다. 이 기간 동안 알라니아 스타디움의 오랜 늦게 건설도 완료 되었다.
1987-88년 시즌에 네카티 아자코글루 감독의 지휘 아래 클럽은 3부 리그에서 챔피언이 되었고 처음으로 2부 리그로 승격 되었다. 1993-94년 시즌에 알라니아스포르는 튀르키예 쿠파스 6라운드에 진출했다.
1996-97년 시즌에는 클럽이 다시 3부 리그로 강등 되었지만 2003-04년 시즌에는 3부 리그 챔피언 되어 다시 2부 리그로 승격 되었다.
2005-06년 시즌에 알라니아스포르는 그룹을 선두로 마무리 하고 승격 그룹에 진출했다. 팀은 승격 그룹을 5위로 마무리하여 추가 플레이오프에 참가할 권리를 얻었다. 그러나 앙카라에서 열린 플레이오프 경기에서 팀은 펜디크스포르에 의해 탈락했다.

## 경기장
알라니아 오바 스타디움은 튀르키예 알라니아에 위치한 다목적 경기장이다. 현재 주로 축구 경기장으로 사용되고 있으며 알라니아스포르의 홈 구장이다. 이 경기장은 2011년에 완공되었으며 9,789석을 수용할 수 있다.

## 우승 기록
- TFF 3. (리그 4부) (2회) - 1987-88, 2003-04

## 선수 명단

### 현역
참고: FIFA 자격 규정에 따라 소속된 국가대표팀 국기를 표시합니다. 선수는 복수의 FIFA 비회원국 국적을 가지고 있을 수 있습니다.
| 번호 | 포지션 | 국적     | 이름                |
| ---- | ------ | -------- | ------------------- |
| 1    | GK     | 튀르키예 | 에르투그룰 타스키란 |
| 16   | FW     |          | 황의조              |
| 17   | MF     |          | 니콜라 잔비어       |

| 번호 | 포지션 | 국적   | 이름                |
| ---- | ------ | ------ | ------------------- |
| 52   | MF     |        | 토니 빌헤나         |
| 94   | DF     | 코소보 | 플로랑 하데르조나이 |

## 역대 감독
| 감독                | 임기      |
| ------------------- | --------- |
| 사페트 수시치       | 2017      |
| 차으다쉬 아탄       | 2020~2021 |
| 프란체스코 파리올리 | 2021~2023 |
| 외메르 에르도안     | 2023      |
| 파티흐 테케         | 2023~2024 |
| 사미 우우를루       | 2024      |
| 주앙 페레이라       | 2025 ~    |